# Drumul european E05
Drumul european E05 face parte din rețeaua de drumuri europene a Națiunilor Unite, începând din Greenock, Scoția trece prin Franța și se termină în Algeciras, Spania.

## Regatul Unit
Ca și toate celelalte drumuri europene din Regat, drumul E5 nu este semnalizat.
Drumul E5 începe din Greenock pe A8/M8, după care o ia la sud spre Glasgow trecând prin orașele Paisley, Renfrew și Govan. Din Glasgow drumul trece prin Gretna și Carlisle pe M74, apoi prin Preston, Warrington, Winsford și Stoke-on-Trent până ajunge la Birmingham pe ruta lui M6. Din Birmingham, E5 merge spre Illshaw Heath, Wendlebury și Winchester pe M40 și A34, după care o ia spre portul din Southampton. 
La ora actuală nu există feribot între Southampton și Le Havre, însă există din Portsmouth, un oraș din apropiere.

## Franța
Spre deosebire de Regatul Unit, E5 este semnalizat în Franța. Acesta începe din Le Havre și trece prin orașele Valletot (A131), Rouen, Paris (A13), Orléans, Tours, Poitiers (A10), Bordeaux (A630) și Bayonne (A63/N10), după care intră în Spania.

## Spania
În Spania, E5 începe din orașul Irun, după granița cu Franța și trece prin orașele San Sebastian (AP-8), Andoain (N-1), Alsasua, Miranda de Ebro (A-1), Burgos (AP-1), Madrid (A-1), Córdoba, Sevilla (A-4), Cádiz (AP-1), Vejer de la Frontera (A-48) și se termină în Algeciras (N-340). De aici drumul poate fi continuat spre La Linea de la Conceptión și Gibraltar.

## Traseu
- Regatul Unit
  -   Greenock–Glasgow
  -  Glasgow–Carlisle
  -  Carlisle–Birmingham
  -  Birmingham–Illshaw Heath
  -  Illshaw Heath–Wendlebury
  -  Wendlebury–Winchester
  -  Winchester–Southampton
  -  Southampton–Le Havre
- Franța
  -   A131  Le Havre–Valletot
  -   A13  Valletot–Rouen–Paris
  -   A10  Paris–Bordeaux
  -   A630  Bordeaux(Lormont–Gradignan)
  -   A63    N10  Bordeaux–Bayonne–Hendaye/Irun
- Spania
  -  Irun–San Sebastian
  -   N-I  San Sebastian–Andoain
  -  Andoain–Alsasua–Miranda de Ebro
  -  Miranda de Ebro–Burgos
  -  Burgos–Madrid
  -   M40  Madrid(Alcobendas–Villaverde)
  -  Madrid–Sevilla
  -   Sevilla–San Fernando
  -  San Fernando–Vejer de la Frontera
  -   N-340  Vejer de la Frontera–Algeciras